# Народная радикальная партия
Народная радикальная партия (серб. Народна радикална странка) — крупнейшая историческая партия Сербии, Королевства СХС и монархической Югославии националистического направления. Основана в 1881 году Николой Пашичем. Партия появилась в результате объединения Сербского четнического движения и большей части комитета «Народной радикальной партии».
В начале своей деятельности партия боролась за социалистическое общество, однопалатный парламент, парламентский контроль над бюджетом, но со временем стала праветь и всё больше сближаться с режимом. Поэтому в начале XX века группа радикалов отделилась от партии и основала Независимую радикальную партию, более близкую к первоначальным принципам радикальной партии. С момента создания Королевства сербов, хорватов и словенцев Народная радикальная партия стала выразителем интересов сербской буржуазии.
Партия была воссоздана в 1990 году, но уже в 1991 году вошла в состав Сербской радикальной партии.

## История

### Предыстория
В Сербии парламент был впервые создан Регентской конституцией 1869 года. Первоначально в парламенте не было организованных политических партий, но сформированные депутатами группы разделились на проправительственную и оппозиционную, консерваторов, собравшихся вокруг Илии Гарашанина, и либералов во главе с Йованом Ристичем. Во второй половине XIX века Сербия была экономически слаборазвитой страной, 90 % населения которой занималось сельским хозяйством, 5—6 % — ремёслами, а средний класс составлял 4—5 % населения. Сербская молодёжь традиционно получила образование за границей, где и знакомилась с социалистическими идеями.
Народная радикальная партия была основана членами кружка сербской молодёжи, собравшейся вокруг социалиста Светозара Марковича. В 1871 году лидеры этой группы разработали программу, в которой среди прочего требовали: изменения конституции, свободы печати, ассоциаций, публичных собраний и политических действий, независимости судебной власти, школьной реформы и расширения местного самоуправления. Консерваторы и либералы оставались единственными силами в скупщине до выборов 1875 года, когда в парламента появилось третья силами, представленная последователями Марковича Адамом Богосавлевичем и Милией Милованович. Чтобы защитить местные выборы в Крагуеваце от фальсификаций в 1876 году, они организовали демонстрации, известные как «Красные знамёна».

### Радикалы в оппозиции (1881—1888)

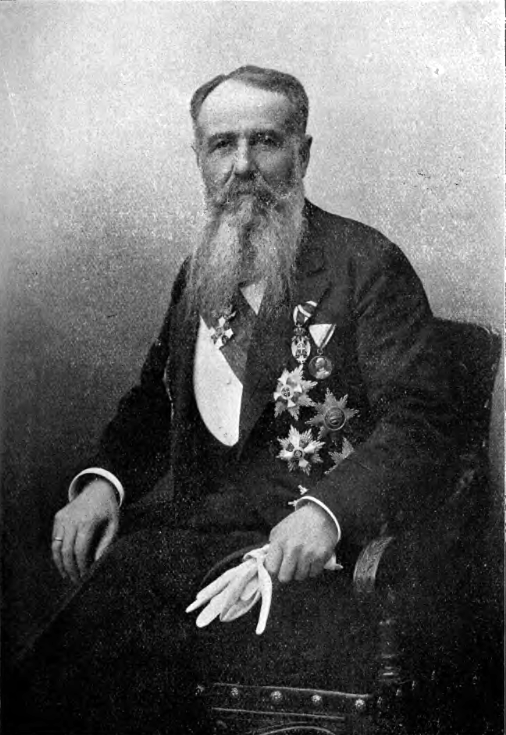
Никола Пашич, бессменный лидер радикалов с 1882 по 1926 годы.

Народная радикальная партия была официально создана 20 января 1881 года, когда в газете «Самоуправа» была опубликована её программу. Программу подписали 38 депутатов скупщины, ещё 38 её одобрили. Радикалы собирались добиваться национального благосостояния и свободы, освобождения и объединения всех частей Сербии», конституционной реформы, народного суверенитета через верховенство парламента и всеобщего избирательного права, децентрализации власти, независимой судебной системы и справедливого налогообложения, бесплатного и всеобщего начального образования, а также замены постоянной армии народной. Радикалы требовали полной свободы печати, собраний и публичных выступлений, а также гарантий личной и имущественной безопасности. В самом начале Радикальная партия дистанцировалась от аграрного социализма Марковича. Коллективная собственность в представлении российких социалистов, вероятно, не привлекла бы сербских крестьян, являвшихся землевладельцами. Естественными врагами сербского крестьянства были не помещики, уже смещённые во время Сербской революции, а новый класс городских перекупщиков и чиновников.
Первая Генеральная ассамблея Народной радикальной партии состоялась в июле 1882 года на в Крагуеваце. На нём была принята программа, вдохновлённая французским радикализмом, а Никола Пашич избран председателем Центрального комитета. Помимо Пашича основателями и руководителями новой партии были Петар Велимирович, Сима Лозанич, Лазар Пачу, Йован Джайья, Андра Николич, Ранко Тайсич, Лазар Докич, Раша Милошевич, Драга Льочич, Гига Гершич, Светомир Николаевич, Коста Таушанович. Они вместе с представителями городских и провинциальных элит, такими как Стоян Протич, Адам Богосавлевич, Аца Станоевич, Димитрие Катич, Сава Груич. Среди прочего, радикалы привлекли видных интеллектуалов, дипломатов и университетских профессоров, таких как Милован Милованович, Миленко Веснич, Михаил Вуич, Дьока Симич и Йован Жуёвич. Одним из первых идеологов и организаторов радикалов была журналистка Пера Тодорович, которая адаптировала программу партии к программе французских радикалов Леона Гамбетты. С момента создания радикалов поддерживала влиятельная пресса, а их газеты «Самоправа» и «Оджек» часто были запрещены.
Популярность Народной радикальной партии быстро росла и на выборах 1883 года они получили более 40 % мест в скупщины, несмотря на репрессии тогдашнего правительства и то что часть депутатов были назначены королём. Радикалы стали первой политической силой в Сербии, которая успешно мобилизовала крестьянские массы и провинциальный образованный средний класс (включая учителей, крестьянских лидеров и священников), привлекая их обещаниями местного самоуправления, подавления бюрократического произвола, свободы собраний и печати, снижения налогов и других государственных поборов. В своём проекте конституции 1883 года радикалы выступали за ограничение роли монарха, при котором он будет иметь лишь символическую роль без какого-либо влияния на состав и работу правительства. Предполагалось, что вся власть будет сосредоточена в Народном собрании (скупщине), а армия будет народной с небольшим количеством постоянного личного состава, который может быть мобилизован только по решению парламента. Король Милан I Обренович посчитал радикалов главной угрозой своей власти, поэтому назначил премьер-министром консерватора Николу Христича, а когда депутаты-радикалы отказались сотрудничать с ним, скупщина была распущена.
В сентябре 1883 года в восточной Сербии вспыхнуло Тимокское восстание, причинами которого стали большие налоги и произвол чиновников. Поводом к восстанию послужило решение короля Милана Обреновича и премьера Христича отобрать у крестьян оружия в связи с законом о замене народного войска регулярной армией. Король обвинил радикалов в том, что они своей статьей «Разоружение народной армии» в «Самоуправе» подстрекали крестьян к отказу сдать оружие. Восстание было подавлено за десять дней. Был арестован весь Центральный комитет Народной радикальной партии, за исключением Николы Пашича и нескольких других радикалов, бежавших в Болгарию. Несколько лидеров партии вместе с отсутствующим Пашичем были приговорены к смертной казни. Последующий период показал рост авторитета королевской власти, которая, в отличие от ослабевших радикалов, опиралась на лояльную регулярную армию, Прогрессивную и Либеральную партии, а также на поддержку Австро-Венгрии. Жестокость, с которой было подавлено восстание, свидетельствовала о силе монархии и необходимости поиска компромисса. Король Милан был полон решимости подавить радикализм в Сербии и проявлял всё большее сопротивление либерализации страны и растущую склонность к авторитарному правлению. В отсутствие партийных лидеров прежний революционный дух радикалов ослабевал и созревало осознание компромисса с королем Миланом. Через некоторое время король Милан амнистировал некоторых осужденных радикалов, которые после больших внутренних споров достигли соглашения с королем и в 1887 году вошли в его правительство. После амнистии Никола Пашич и радикалы отказались от последних идей Марковича и приняли буржуазную политику и национализм как свою главную идеологию.

### Радикальная конституция и приход к власти (1888—1901)
Несмотря на давление и смятение после подавления Тимокского восстания, Народной радикальной партии удалось укрепить свои ряды и сыграть важную роль в принятии Конституции Сербии 1888 года, которая установила в стране, хотя и с некоторыми ограничениями, парламентское правление, гарантировала права и свободы граждан и местное самоуправление. В 1889 году король Милан отрёкся от престола в пользу своего несовершеннолетнего сына Александра, регентами к которому назначил Йована Ристича, Протича и Йована Белимарковича. В том же году радикалы получили в парламенте большинство мест (100 из 117). Время второго регентства было единственным периодом во времена династии Обреновича, когда монарх воздерживался от политической деятельности, что позволило ввести парламент и привело к власти Народную радикальную партию, как самую сильную в Сербии. Хотя власть радикалов по-прежнему держалась на крестьянстве, её лидерами были политики из среднего класса и интеллигенции. В то же время второе регентство ознаменовалось противостоянием правительства и скупщины, которых контролировали радикалы, и регентов. Радикалы провели чистку среди чиновников, в отставку были отправлены почти все полицейские. Места в государственном аппарате, полиции, армии заняли радикалы. На выборах 1889 года радикалы получили почти 88 % голосов избирателей. В 1891 и 1892 годах были приняты законы, запрещающие родителям короля приезжать в Сербию до его совершеннолетия. Радикалы были ярыми сторонниками объединения всех населенных сербами земель на Балканах и приняли лозунг «Балканы балканским народам». Во внешней политике они занимали резко антиавстрийскую позицию, будучи в основном русофилами и франкофилами, поддерживая франко-русский союз и Тройственное согласие.
В ночь на 14 апреля 1893 года по указанию отца, который, несмотря на абдикацию, продолжал вмешиваться во внутренние дела государства, Александр совершил государственный переворот, арестовал своих регентов и министров и объявил себя совершеннолетним. Лидеры радикалов и население, уставшее от постоянных стычек, приветствовали этот шаг. В мае того же года прошли выборы в Скупщину, на которых радикалы набрали 88,34 % голосов, получив 126 мест в парламенте (ещё 10 мандатов досталось прогрессистам). В Сербии началась серия государственных переворотов, инициируемых Миланом, который координировал действия сына сперва из-за границы, а потом — с 1894 года — непосредственно. Не испытывая большого интереса к государственным делам, Александр не проявлял себя как самостоятельный правитель, поэтому власть в Сербии после возвращения в январе 1894 года Милана в Белград фактически оказалась в руках бывшего короля, несмотря на то, что тот ранее обязался вообще не посещать Сербию после отречения. В знак протеста радикалы ушли из правительства. Новый кабинет был сформирован прогрессистами и либералами во главе с Дьока Симичем. Однако при первом голосовании скупщина, большинство которой составляли радикалы, не оказало доверия новому правительству. 9 мая король Александр совершил новый государственный переворот и восстановил прежнюю конституцию. После неудавшегося покушения на бывшего короля Милана, в котором бездоказательно обвиняли радикалов, лидеры партии во главе с Пашичем оказались на скамье подсудимых. Под угрозой приговора к смертной казни Пашич подал в суд на свою партию, обвинил её в мятежной деятельности и заявил, что из-за этого она должна быть распущена, что принесло ему помилование, но также привело к потере авторитета среди членов партии.

### От октроированной конституции до объединения в 1918 году
Смерть бывшего короля Милана вернула на повестку дня поправки к конституции. Россия оказала давление на короля Александра, чтобы тот пришёл к компромиссу с радикалами. Результатом компромисса стала новая (октроированная) конституция и соглашение между радикалами и прогрессистами о создании совместного правительства. Теперь в Сербии был двухпалатный парламент с Народной скупщиной и Сенатом, при этом были усилены права короля. Совместное с прогрессистами правительство и принятие двухпалатного парламента положили конец единству Народной радикальной партии, из которой выделяется молодое крыло. Несмотря на раскол, формально радикалы были одной партией до конца 1904 года.
После Майского переворота 1903 года и возвращения на престол династии Карагеоргиевичей скупщина восстановила Конституцию 1888 года с изменениями — был упразднён Сенат и вновь введён однопалатный парламент. При новоизбранном короле Петре I Карагеоргиевиче Сербия стала парламентской и конституционной монархией, а радикалы Пашича пришли к власти и начали важные реформы в стране.
В период «золотого века» Сербии (1903–1914) радикалы Николы Пашича сформировали несколько правительств, которые, несмотря на серьёзные проблемы во внешней политике (вопрос заговора, таможенная война с Австро-Венгрией, аннексия Боснии и Герцеговины), начали масштабные реформы, приведшие к крупным победам в Балканских войнах (1912–1913). В 1917 году Югославянский комитет подписал Корфскую декларацию с сербским премьером-радикалом Николой Пашичем, призывающую к созданию южнославянского государства. После войны из земель, ранее входивших в состав Австро-Венгерской империи, было сформировано Государство словенцев, хорватов и сербов, которое к разочарованию своих создателей так и осталось непризнанным. Принц-регент Александр, ссылаясь на Корфскую декларацию, провозгласил Королевство сербов, хорватов и словенцев.
Радикальное правительство во главе с Николой Пашичем провело Сербию через очень тяжёлые условия во время Первой мировой войны.
После ряда неудачных попыток примирения с Пашичем молодые радикалы сформировали в 1905 году свою собственную партию под названием Независимая радикальная, лидерами которой стали Любомир Стоянович и Любомир Давидович и которая в 1919 году была преобразована в Демократическую партию.

### От объединения к режиму Шестого января (1918—1929)
Согласно партийному соглашению, первым премьер-министром Королевства сербов, хорватов и словенцев должен был стать Никола Пашич, но регент Александр дал мандат Протичу, чтобы ослабить позиции Пашича, которого отправил делегатом на Парижскую мирную конференцию. В партии произошёл раскол по вопросу о государственном устройстве Королевства и понимании партией национальных интересов сербской буржуазии. Из-за проекта конституции Протича, который предусматривал формирование самоуправляющихся территорий, в основном в пределах исторических границ, между Пашичем и Протичем возник конфликт. В итоге Пашич победил и Протич покинул партию. Радикалы вместе с Демократической партией и партиями словенцев, мусульман и национальных меньшинств проголосовали за централистскую Видовданскую конституцию.
В Королевстве сербов, хорватов и словенцев Народная радикальная партия продолжает править в коалициях с другими партиями. Все премьер-министры Королевства с 1918 по 1928 год были сербами, при этом члены Народной радикальной партии занимали пост премьер-министра восемь лет. На выборах в Народную скупщину устаревшие избирательные правила и действия югославской полиции против противников королевской семьи благоприятствовали радикалам. Например, на выборах 1923 года партия получила четверть голосов, но по результатам переписи 1910 года Сербия имела большее представительство и Радикальная партия заняла чуть более трети мест в парламента.
До самой своей смерти Пашич боролся за сохранение контроля над постепенно разваливающейся партией. В 1926 году отставка Пашича и назначение Николы Узуновича премьер-министром расколола Радикальную партию на три течения: Любомира Йовановича, которое помогло королю Александру свергнуть Пашича, Николы Узуновича и Пашича. На время Пашичу удалось добиться некоторых успехов во внутрипартийной борьбе, так, он смог исключить Йовановича из Центрального комитета. Однако со временем возобладали антипашичские течения, близкие к королю Александру.
После смерти Пашича в 1926 году новым председателем Центрального комитета Народной радикальной партии был избран Аца Станоевич. После смерти Пашича ни один радикальный политик не мог сравниться с его авторитетом. С формированием правительства Вукичевича-Маринковича радикалы разделились на две группы: группу вокруг Велимира Вукичевича, которая поддерживала короля, и группу вокруг Центрального комитета и Станоевича, которая выступала за парламентаризм. Хотя сторонники покойного Пашича поддержали Вукичевича в его споре с центристами Узуновича, вскоре они стали его главными противниками.
После установления в 1929 году диктатуры короля Александра Народная радикальная партия была запрещена. Часть радикалов участвует в правительствах, сформированных уже по новой Конституции 1931 года, в то время как Центральный комитет во главе с Аце Станоевичем выступал против королевской диктатуры и за восстановления парламентаризма и местного самоуправления.

### Объединение, запрет и эмиграция
Диктатура 6 января формально завершилась принятием конституции в сентябре 1931 года, но де-факто длилась до парламентских выборов в 1935 году, прошедших уже после убийства короля Александра. В августе того же 1935 года Народная радикальная партия, Югославская мусульманская организация, Словенская народная партия и остатки недавно бывшей у власти Югославской национальной партии объединились в Югославский радикальный союз во главе с Миланом Стоядиновичем. Центральный комитет радикалов вскоре расстался со Стоядиновичем, тогдашним премьер-министром, и присоединился к оппозиции. Аца Станоевич заново зарегистрировал партию в ноябре 1939 года.
Во время Второй мировой войны радикалы разделились на несколько фракций — сторонников генерала Дражи Михайловича, приверженцев коллаборациониста Милана Недича, а также тех кто поддержал правительство в изгнании. Народно-освободительная война Югославии завершилась победой коммунистов Иосипа Броз Тито, которые установили в стране коммунистический режим и запретили все партии, кроме коммунистической.
В 1952 году в Париже был создан Рабочий комитет Народной радикальной партии в изгнании, который был дополнен комитетами по США, Аргентине, Франции и балканским странам. Также были назначены попечители для Великобритании, Германии, Испании, Северной Африки и комитет действий для Австралии. В Париже было начато издание газеты «Радикал». Радикалы в эмиграции также действовали через различные политические и культурные организации, но большого влияния в Сербии они не имели.

## Возрождение (1990—1991)
Народно-радикальная партия была восстановлена в 1990 году. Председателем был избран адвокат Велько Губерина. Среди участников были также такие известные деятели как Томислав Николич, Майя Гойкович, Оливер Новакович и Слободан Турлаков.
Поскольку на первых после Второй мировой войны свободных парламентских выборах в 1990 году партия набрала всего 63 041 голос (1,25 %), в ней произошёл раскололась. На заседании Главного правления в Белграде возник конфликт между Губериной и Николичем, возглавлявшим радикалов из Крагуеваца. Губерина покинул партию со своими сторонниками, а 23 февраля 1991 года Николич со своими сторонниками основал в Крагуеваце Сербскую радикальную партию, возглавил которую печально известный Воислав Шешель.

## Участие в выборах

### Королевство Сербия
| Год        | Лидер        | Голоса  | %       | +/-   | Места      | +/-   | Прим.     |
| ---------- | ------------ | ------- | ------- | ----- | ---------- | ----- | --------- |
| 1883       | Никола Пашич | н/д     | н/д     | н/д   | 72 из 170  | ▲ 72  | Правящая  |
| 1884       | Никола Пашич | н/д     | н/д     | н/д   | 14 из 174  | ▼ 58  | оппозиция |
| 1886       | Никола Пашич | н/д     | н/д     | н/д   | 78 из 160  | ▲ 64  | Правящая  |
| 1887       | Никола Пашич | н/д     | н/д     | н/д   | 78 из 208  | ▬ 0   | Правящая  |
| Март 1888  | Никола Пашич | н/д     | н/д     | н/д   | 156 из 208 | ▲ 78  | Правящая  |
| Нояб. 1888 | Никола Пашич | н/д     | н/д     | н/д   | 500 из 628 | ▲ 422 | Правящая  |
| 1889       | Никола Пашич | 158 635 | 87,88 % | н/д   | 102 из 117 | ▼ 320 | Правящая  |
| 1890       | Никола Пашич | н/д     | н/д     | н/д   | 102 из 116 | ▬ 0   | Правящая  |
| Март 1893  | Никола Пашич | н/д     | н/д     | н/д   | 57 из 128  | ▼ 45  | Правящая  |
| Май 1893   | Никола Пашич | н/д     | н/д     | н/д   | 126 из 136 | ▲ 69  | Правящая  |
| 1895       | Никола Пашич | н/д     | н/д     | н/д   | 2 из 240   | ▼ 124 | Оппозиция |
| 1897       | Никола Пашич | н/д     | н/д     | н/д   | 254 из 254 | ▲ 252 | Правящая  |
| 1898       | Никола Пашич | н/д     | н/д     | н/д   | 1 из 194   | ▼ 251 | Оппозиция |
| Сент. 1903 | Никола Пашич | 95 883  | 36,0 %  | н/д   | 75 из 160  | ▲ 74  | Правящая  |
| 1905       | Никола Пашич | 88 834  | 30,2 %  | ▼5,8  | 55 из 160  | ▼ 20  | Оппозиция |
| 1906       | Никола Пашич | 157 857 | 42,7 %  | ▲12,5 | 91 из 160  | ▲ 36  | Правящая  |
| 1908       | Никола Пашич | 175 667 | 43,6 %  | ▲0,9  | 84 из 160  | ▼ 7   | Правящая  |
| 1912       | Никола Пашич | 182 479 | 39,8 %  | ▼3,8  | 84 из 160  | ▬ 0   | Правящая  |

### Королевство Югославия
| Год  | Лидер         | Голоса         | %              | +/-            | Мандаты    | +/-   | Прим.          |
| ---- | ------------- | -------------- | -------------- | -------------- | ---------- | ----- | -------------- |
| 1920 | Никола Пашич  | 284 575        | 17,7 %         | н/д            | 91 из 419  | ▲ 91  | Правящая       |
| 1923 | Никола Пашич  | 562 213        | 25,9 %         | ▲8,2           | 108 из 312 | ▲ 17  | Правящая       |
| 1925 | Никола Пашич  | 702 573        | 28,8 %         | ▲2,9           | 123 из 315 | ▲ 15  | Правящая       |
| 1927 | Аца Станоевич | 742 111        | 31,9 %         | ▲3,1           | 112 из 315 | ▼ 9   | Правящая       |
| 1931 | Аца Станоевич | Запрещена      | Запрещена      | Запрещена      | 0 из 305   | ▼ 112 | Оппозиция      |
| 1935 | Аца Станоевич | Не участвовала | Не участвовала | Не участвовала | 0 из 370   | ▬ 0   | Оппозиция      |
| 1938 | Аца Станоевич | 1 643 783      | 54,1 %         | н/д            | 306 из 371 | ▲ 306 | Правящая (ЮРС) |
| 1945 | Аца Станоевич | Бойкот выборов | Бойкот выборов | Бойкот выборов | 0 из 354   | ▼ 306 | Оппозиция      |

1. 1 2 3 4  Всего за коалицию
2. ↑  Вскоре после выборов Народная радикальная и другие партии были запрещены новым коммунистическим правительством.

## Премьеры-радикалы
| Премьер-министры Королевства Сербия - Сава Груич — 1888, 1889—1891, 1893—1894, 1903—1904, 1906 - Никола Пашич — 1891—1892, 1904—1905, 1906—1908, 1909—1911, 1912—1918 - Лазар Докич — 1893 - Дьока Симич — 1894, 1896—1897 - Светомир Николаевич — 1894 - Михаил Вуич — 1901–1902 - Петар Велимирович — 1902, 1908–1909 - Милован Милованович — 1911—1912 - Марко Трифкович — 1912 | Премьер-министры Королевства сербов, хорватов и словенцев - Никола Пашич — 1918, 1921—1924, 1924—1926 - Стоян Протич — 1918—1919, 1920 - Миленко Веснич — 1921—1922 - Никола Узунович — 1926—1927 - Велимир Вукичевич — 1927—1928 |